# Microascus doguetii
Microascus doguetii är en svampart som beskrevs av Moreau 1953. Microascus doguetii ingår i släktet Microascus och familjen Microascaceae.   Inga underarter finns listade i Catalogue of Life.